# Cuderman
Cuderman je priimek več znanih Slovencev:
- Ajda Cuderman, državna sekretarka
- Alenka Cuderman (*1961), rokometašica
- Blaž Cuderman (*1960), salezijanski inšpektor
- Kristijan Cuderman (1896–1996), duhovnik
- Marko Cuderman (*1960), kolesar
- Mirko Cuderman (1930–2025), dirigent, zborovodja in muzikolog; duhovnik
- Rudolf Cuderman, podobar
- Stane Cuderman (1895–1946), slikar, grafik
- Vinko Cuderman (1933–2011), kulturni delavec, dramatik, publicist, urednik, šahist (Idrija)